# Verband Region Südlicher Oberrhein
Der Verband Region Südlicher Oberrhein gehört zu den zwölf Raumordnungs- und Planungsregionen in Baden-Württemberg. Er umfasst den Stadtkreis Freiburg im Breisgau, den Landkreis Breisgau-Hochschwarzwald, den Landkreis Emmendingen und den Ortenaukreis.

## Regionalplanung
Als Träger der Regionalplanung in der Region wurde zum 1. Januar 1973 der Regionalverband Südlicher Oberrhein als Körperschaft des öffentlichen Rechts eingerichtet. Mit Änderung des Landesplanungsgesetzes am 18. März 2025 trägt dieser den Namen Verband Region Südlicher Oberrhein. Er ist einer von zwölf Regionalverbänden in Baden-Württemberg, von denen zwei auch über die Landesgrenzen hinaus zuständig sind. Die Geschäftsstelle des Regionalverbands befindet sich in Freiburg im Breisgau.

## Bevölkerungsentwicklung
Die Einwohnerzahlen sind Volkszählungsergebnisse (¹) oder amtliche Fortschreibungen des Statistischen Landesamts Baden-Württemberg (nur Hauptwohnsitze).
| Datum             | Einwohner |
| ----------------- | --------- |
| 31. Dezember 1973 | 845.965   |
| 31. Dezember 1975 | 847.490   |
| 31. Dezember 1980 | 862.295   |
| 31. Dezember 1985 | 880.025   |
| 25. Mai 1987 ¹    | 868.946   |
| 31. Dezember 1990 | 919.269   |

| Datum             | Einwohner |
| ----------------- | --------- |
| 31. Dezember 1995 | 975.663   |
| 31. Dezember 2000 | 1.005.187 |
| 31. Dezember 2005 | 1.038.639 |
| 31. Dezember 2010 | 1.051.312 |
| 9. Mai 2011 ¹     | 1.027.802 |
| 31. Dezember 2015 | 1.065.924 |

| Datum             | Einwohner |
| ----------------- | --------- |
| 31. Dezember 2018 | 1.087.898 |

## Raumplanung

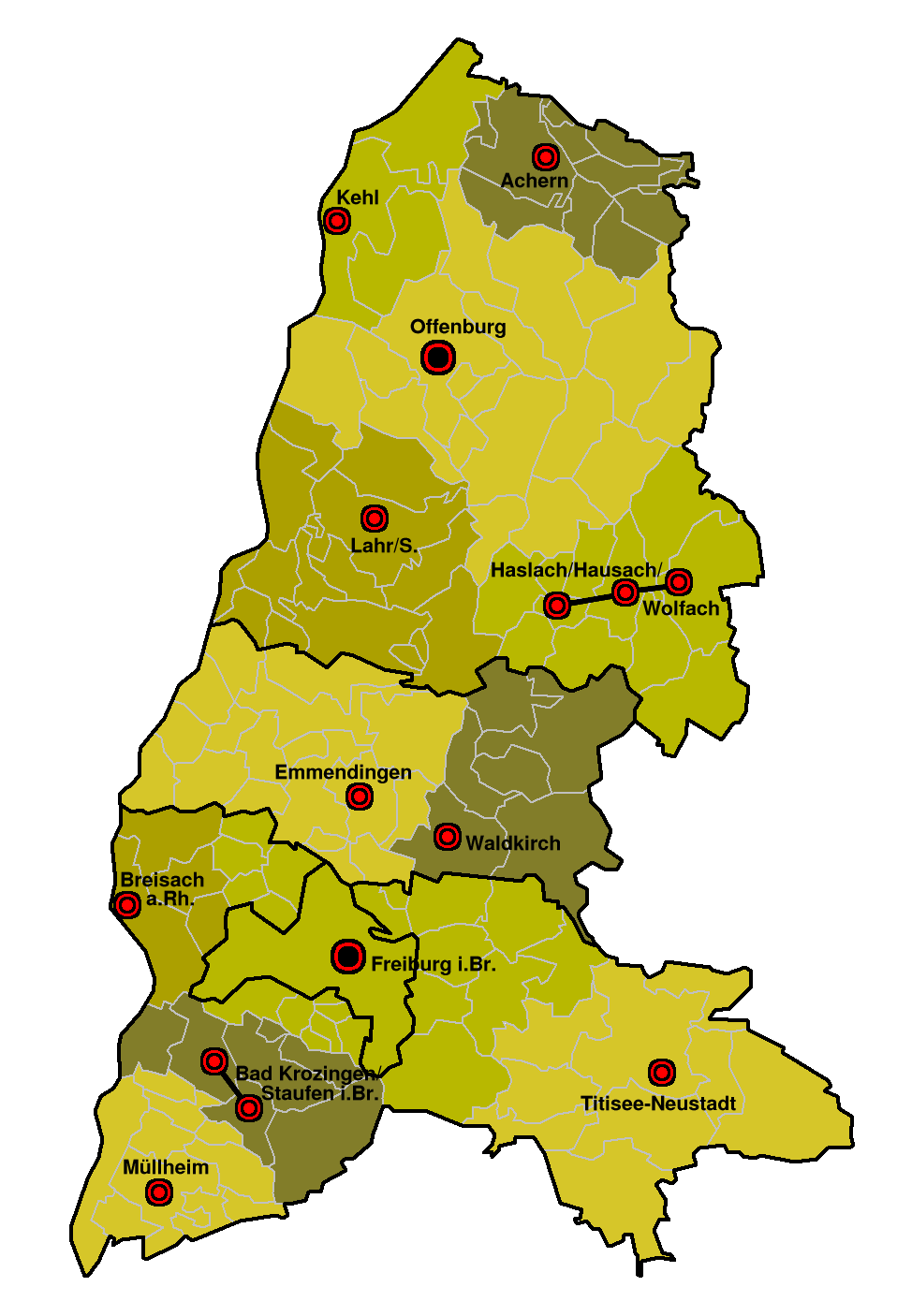
Karte der Mittelbereiche in der Region Südlicher Oberrhein

In der Region Südlicher Oberrhein bestehen zwei Oberzentren, und zwar Offenburg und Freiburg im Breisgau. Daneben existieren die folgenden Mittelbereiche, deren Abgrenzung in den Artikeln zu den jeweiligen Städten zu finden ist:
- Achern
- Bad Krozingen/Staufen
- Breisach
- Emmendingen
- Freiburg
- Haslach/Hausach/Wolfach
- Kehl
- Lahr
- Müllheim im Markgräflerland
- Offenburg
- Titisee-Neustadt
- Waldkirch

## Verbandsvorsitzende
- 1973–1983: Gerhard Graf (Erster Bürgermeister Stadt Freiburg)
- 1983–1998: Sven von Ungern-Sternberg (Erster Bürgermeister Stadt Freiburg)
- 1998–2003: Günter Fehringer (Landrat des Ortenaukreises)
- 2003–2024: Otto Neideck (Erster Bürgermeister Stadt Freiburg)
- seit 2024: Kai-Achim Klare (Bürgermeister der Gemeinde Rust)

## Verbandsdirektoren
- 1973–1982: Wolfgang Fuchs
- 1982–1996: Ludwig Wiederhold
- 1996–2002: Roland Hahn
- 2002–2018: Dieter Karlin
- 2018–2021: Christian Dusch
- seit 2022: Wolfgang Brucker